# Velika Plana, Prokuplje
Velika Plana (izvirno srbsko Велика Плана) je naselje v Srbiji, ki upravno spada pod Občino Prokuplje; slednja pa je del Topliškega upravnega okraja.

## Demografija
V naselju živi 583 polnoletnih prebivalcev, pri čemer je njihova povprečna starost 52,4 let (50,7 pri moških in 54,0 pri ženskah). Naselje ima 297 gospodinjstev, pri čemer je povprečno število članov na gospodinjstvo 2,24.
To naselje je, glede na rezultate popisa iz leta 2002, večinoma srbsko.
|  |

| Demografija | Demografija     | Demografija     |
| Leto        | Št. prebivalcev | Št. prebivalcev |
| ----------- | --------------- | --------------- |
|             |                 |                 |
|             |                 |                 |
|             |                 |                 |
|             |                 |                 |
| 1948        | 2035            |                 |
| 1953        | 2155            |                 |
| 1961        | 2004            |                 |
| 1971        | 1596            |                 |
| 1981        | 1279            |                 |
| 1991        | 847             | 827             |
| 2002        | 679             | 666             |
|             |                 |                 |

| Etnična sestava po popisu iz leta 2002 | Etnična sestava po popisu iz leta 2002 | Etnična sestava po popisu iz leta 2002 | Etnična sestava po popisu iz leta 2002 | Etnična sestava po popisu iz leta 2002 |
| -------------------------------------- | -------------------------------------- | -------------------------------------- | -------------------------------------- | -------------------------------------- |
| Srbi                                   | Srbi                                   |                                        | 661                                    | 99,24%                                 |
| Makedonci                              | Makedonci                              |                                        | 1                                      | 0,15%                                  |
| Neznano                                | Neznano                                |                                        | 4                                      | 0,60%                                  |